# Wikariat Porto Poente
Wikariat Porto Poente − jeden z 22 wikariatów diecezji Porto, składający się z 16 parafii:
- Parafia Najświętszego Serca Jezusowego w Porto
- Parafia św. Marcina w Porto (Aldoar)
- Parafia św. Marcina w Porto (Cedofeita)
- Parafia Chrystusa Króla w Porto
- Parafia św. Jana Chrzciciela w Porto
- Parafia św. Marcina w Porto (Lordelo do Ouro)
- Parafia św. Piotra w Porto
- Parafia św. Michała w Porto
- Parafia Matki Bożej z Ajuda w Porto
- Parafia Jezusa Zbawiciela w Porto
- Parafia Najświętszego Sakramentu w Porto
- Parafia św. Mikołaja w Porto
- Parafia Wniebowzięcia Najświętszej Maryi Panny w Porto
- Parafia Matki Bożej Dobrej Rady w Porto
- Parafia Matki Bożej z Porto w Porto
- Parafia Najświętszej Maryi Panny w Porto